# Bernie Nicholls
Pour les articles homonymes, voir Nicholls.
Bernard Irvine Nicholls (né le 24 juin 1961 à Haliburton en Ontario au Canada) est un joueur professionnel de hockey sur glace. Dans sa carrière, il a joué 1 127 matchs dans la ligue majeure de hockey sur glace d’Amérique du Nord, la Ligue nationale de hockey.

## Carrière en club
Il commence sa carrière dans la ligue junior canadienne de l’Association de hockey de l’Ontario, aujourd’hui Ligue de hockey de l'Ontario, en 1979 pour l’équipe des Canadians de Kingston.
En 1980, il participe au repêchage de la LNH et est choisi en tant que 73e choix par les Kings de Los Angeles. Il avait récolté un total de 79 points lors de sa première saison dans l’AHO.
Il participe au camp d’entraînement des Kings pour la saison 1980-1981 mais finalement il ne fait pas partie de l’effectif et passe la saison avec les Canadians. Pour sa deuxième saison, il double son total de points et gagne sa place dans la Ligue américaine de hockey pour les Nighthawks de New Haven, franchise associée aux Kings.
Après 55 matchs dans la saison, il totalise 41 buts pour 71 points et Nicholls est rappelé pour jouer dans la LNH. Son impact se fait sentir immédiatement avec 32 points en 22 matchs et une qualification pour les séries éliminatoires de la Coupe Stanley. Les Kings sont éliminés au second tour mais ils battent tout de même les Oilers d'Edmonton lors du premier tour.
Il passe alors les six saisons suivantes avec les Kings et connaît sa meilleure saison en 1988-1989 après que les Kings se sont renforcés avec l’arrivée de Wayne Gretzky, des Oilers. Cependant, les Kings, aspirant à la Coupe Stanley, décident de transférer leur centre Nicholls contre deux ailiers. Il rejoint alors les Rangers de New York.
Nicholls fait partie de l’équipe du Canada qui remporte la médaille d’argent lors du championnat du monde de 1985.
Malgré les bonnes performances de Nicholls au sein des Rangers, il ne passe que deux saisons et demie avec l’équipe avant de rejoindre les Oilers. Il fait alors partie d’un échange massif entre les deux équipes, échange qui fera arriver Mark Messier dans l’effectif des Rangers. Nicholls ne reste pas longtemps avec les Oilers qui cherchent à se reconstruire et il signe alors pour les Devils du New Jersey.
Nicholls doit alors adapter son style de jeu à celui des Devils entraînés par Jacques Lemaire. Celui-ci prône un jeu basé sur la défensive. Il reste les deux saisons prévues par son contrat puis rejoint les Blackhawks de Chicago pour la saison 1994-1995, saison où il connaît de nouveau une saison avec une moyenne d’un point par match et parvient à la demi-finale de la Coupe Stanley.
Il rejoint sa dernière franchise de la LNH en 1996 et passe trois ans avec les Sharks de San José. Il apporte son expérience à la jeune équipe avant de raccrocher ses patins en 1999 avec plus de 1 000 points dans sa carrière.

### Transactions
Nicholls a été impliqué dans les signatures de contrats suivantes :
- Repêché dans la LNH en 1980 par les Kings de Los Angeles.

- 20 janvier 1990 : il rejoint les Rangers de New York en retour de Tomas Sandström et Tony Granato.

- 4 octobre 1991 : avec Steven Rice et Louie DeBrusk, il rejoint les Oilers d'Edmonton en échange de Mark Messier.

- 13 janvier 1993 : il signe avec les Devils du New Jersey contre Zdeno Cíger et Kevin Todd.

- 14 juillet 1994 : il signe en tant qu’agent libre avec les Blackhawks de Chicago.

- 5 août 1996 : il signe son dernier contrat professionnel en tant qu’agent libre avec les Sharks de San José.

## Statistiques
| Saison     | Équipe                  | Ligue      |       | Saison régulière | Saison régulière | Saison régulière | Saison régulière | Saison régulière |    | Séries éliminatoires | Séries éliminatoires | Séries éliminatoires | Séries éliminatoires | Séries éliminatoires |
| Saison     | Équipe                  | Ligue      | PJ    | B                | A                | Pts              | Pun              | PJ               | B  | A                    | Pts                  | Pun                  |                      |                      |
| 1979-1980  | Canadians de Kingston   | AHO        | 68    | 36               | 43               | 79               | 85               | -                | -  | -                    | -                    | -                    |                      |                      |
| 1980-1981  | Canadians de Kingston   | LHO        | 65    | 63               | 89               | 152              | 109              | -                | -  | -                    | -                    | -                    |                      |                      |
| 1981-1982  | Nighthawks de New Haven | LAH        | 55    | 41               | 30               | 71               | 31               | -                | -  | -                    | -                    | -                    |                      |                      |
| 1981-1982  | Kings de Los Angeles    | LNH        | 22    | 14               | 18               | 32               | 27               | 10               | 4  | 0                    | 4                    | 23                   |                      |                      |
| 1982-1983  | Kings de Los Angeles    | LNH        | 71    | 28               | 22               | 50               | 124              | -                | -  | -                    | -                    | -                    |                      |                      |
| 1983-1984  | Kings de Los Angeles    | LNH        | 78    | 41               | 54               | 95               | 83               | -                | -  | -                    | -                    | -                    |                      |                      |
| 1984-1985  | Kings de Los Angeles    | LNH        | 80    | 46               | 54               | 100              | 76               | 3                | 1  | 1                    | 2                    | 9                    |                      |                      |
| 1985-1986  | Kings de Los Angeles    | LNH        | 80    | 36               | 61               | 97               | 78               | -                | -  | -                    | -                    | -                    |                      |                      |
| 1986-1987  | Kings de Los Angeles    | LNH        | 80    | 33               | 48               | 81               | 101              | 5                | 2  | 5                    | 7                    | 6                    |                      |                      |
| 1987-1988  | Kings de Los Angeles    | LNH        | 65    | 32               | 46               | 78               | 114              | 5                | 2  | 6                    | 8                    | 11                   |                      |                      |
| 1988-1989  | Kings de Los Angeles    | LNH        | 79    | 70               | 80               | 150              | 96               | 11               | 7  | 9                    | 16                   | 12                   |                      |                      |
| 1989-1990  | Kings de Los Angeles    | LNH        | 47    | 27               | 48               | 75               | 66               | -                | -  | -                    | -                    | -                    |                      |                      |
| 1989-1990  | Rangers de New York     | LNH        | 32    | 12               | 25               | 37               | 20               | 10               | 7  | 5                    | 12                   | 16                   |                      |                      |
| 1990-1991  | Rangers de New York     | LNH        | 71    | 25               | 48               | 73               | 96               | 5                | 4  | 3                    | 7                    | 8                    |                      |                      |
| 1991-1992  | Rangers de New York     | LNH        | 1     | 0                | 0                | 0                | 0                | -                | -  | -                    | -                    | -                    |                      |                      |
| 1991-1992  | Oilers d'Edmonton       | LNH        | 49    | 20               | 29               | 49               | 60               | 16               | 8  | 11                   | 19                   | 25                   |                      |                      |
| 1992-1993  | Oilers d'Edmonton       | LNH        | 46    | 8                | 32               | 40               | 40               | -                | -  | -                    | -                    | -                    |                      |                      |
| 1992-1993  | Devils du New Jersey    | LNH        | 23    | 5                | 15               | 20               | 40               | 5                | 0  | 0                    | 0                    | 6                    |                      |                      |
| 1993-1994  | Devils du New Jersey    | LNH        | 61    | 19               | 27               | 46               | 86               | 16               | 4  | 9                    | 13                   | 28                   |                      |                      |
| 1994-1995  | Blackhawks de Chicago   | LNH        | 48    | 22               | 29               | 51               | 32               | 16               | 1  | 11                   | 12                   | 8                    |                      |                      |
| 1995-1996  | Blackhawks de Chicago   | LNH        | 59    | 19               | 41               | 60               | 60               | c10              | 2  | 7                    | 9                    | 4                    |                      |                      |
| 1996-1997  | Sharks de San José      | LNH        | 65    | 12               | 33               | 45               | 63               | -                | -  | -                    | -                    | -                    |                      |                      |
| 1997-1998  | Sharks de San José      | LNH        | 60    | 6                | 22               | 28               | 26               | 6                | 0  | 5                    | 5                    | 8                    |                      |                      |
| 1998-1999  | Sharks de San José      | LNH        | 10    | 0                | 2                | 2                | 4                | -                | -  | -                    | -                    | -                    |                      |                      |
| Totaux LNH | Totaux LNH              | Totaux LNH | 1 127 | 475              | 734              | 1 209            | 1 292            | 118              | 42 | 72                   | 114                  | 164                  |                      |                      |